# Simón Alberto Consalvi
Simón Alberto Consalvi Bottaro (Santa Cruz de Mora, Mérida, 7 de julio de 1927 - Caracas, Distrito Capital, 11 de marzo de 2013) fue un escritor, historiador, periodista y político venezolano. Escribió numerosos ensayos, biografías, reseñas histõricas y artículos periodísticos. Fue fundador —junto a otros intelectuales, como Mariano Picón Salas— del Instituto Nacional de Cultura y Bellas Artes (INCIBA) y del sello editorial del Estado venezolano Monte Ávila Editores. Fue elegido miembro de la Academia Nacional de la Historia (Sillón C) en octubre de 1997.

## Reseña biográfica
Consalvi nació Santa Cruz de Mora, hijo de descendientes de inmigrantes corsos llegados a la región andina a finales del siglo XIX. Cursó sus estudios primarios en el Colegio San José de Mérida, y luego entró al Juniorato «Kermaría» de La Grita (estado Táchira), dirigido por sacerdotes eudistas.
En 1946, durante el llamado Trienio Revolucionario, Consalvi asume la dirección del diario Vanguardia de San Cristóbal y fundó la revista estudiantil Juventud. A finales de la década de 1940, se muda a Caracas, ciudad a la que se había trasladado para cursar la carrera de periodismo en la Universidad Central de Venezuela, mientras trabajaba en el rotativo El País. En esta época entra en las filas del partido político Acción Democrática como miembro de la juventud revolucionaria.
Tras el golpe militar encabezado por Carlos Delgado Chalbaud, Marcos Pérez Jiménez y Luis Llovera Páez ocurrido en noviembre de 1948, Consalvi empezó a transitar dificultades para el desarrollo de su carrera intelectual debido a sus inclinaciones políticas. Se sumó al movimiento clandestino de resistencia al nuevo régimen dictatorial; sin embargo se impuso una autocensura en su vida pública y sus colaboraciones periodísticas se limitaron estrictamente al tema literario -especialmente a la novela picaresca y a la obra de Miguel de Cervantes- para evitar confrontaciones directas con el gobierno militar. Aun así, en 1953, considerado como subversivo, fue detenido y expulsado de Venezuela. Se trasladó a La Habana, en Cuba, y luego a Nueva York, donde culminó sus estudios periodísticos con una Maestría en la School of International and Public Affairs (SIPA), de la Universidad de Columbia. Finalmente pudo regresar a Venezuela en 1958, tras el derrocamiento del gobierno dictatorial de Marcos Pérez Jiménez.
A su regreso, Consalvi volvió a la palestra política y cultural. En colaboración con el también político, historiador y periodista Ramón José Velásquez, fundó el periódico El Mundo (1958), al tiempo que inició una ascendente trayectoria en la política profesional, que le condujo ese mismo año a ser elegido como diputado al Congreso Nacional por el estado Mérida. Fue director de las revistas Elite, Momento y Bohemia, columnista y encargado de la sección internacional del diario El Nacional.
En política, desempeñó varios cargos en la administración pública de su país. Fue embajador de Venezuela en Yugoslavia (1962), director de la Oficina Central de Información (en dos ocasiones: 1965 y 1974), representante permanente de Venezuela ante las Naciones Unidas (1974), ministro de Relaciones Exteriores (en dos ocasiones: 1977 y 1985), ministro de la Secretaría de la Presidencia de la República (1984), ministro de Relaciones Interiores (1988) y embajador de Venezuela en los Estados Unidos (1989). En 1997 fue nombrado presidente de la Comisión Asesora de Relaciones Exteriores del Congreso de la República. En su período al frente de la Cancillería, le tocó enfrentar situaciones de gran complejidad, como la Crisis de la corbeta Caldas, en 1987.
Luego de un largo paréntesis en la política activa, en 2008 tomó parte en una organización denominada Movimiento 2D, de tendencia opuesta al gobierno del presidente Hugo Chávez. Desde 2006, como editor adjunto del diario El Nacional, fue uno de los creadores y directores del proyecto Biblioteca Biográfica Venezolana, que ha publicado más de 150 biografías de venezolanos notables. En pleno ejercicio de su profesión de periodista, falleció en la ciudad de Caracas el 11 de marzo de 2013.

## Obras publicadas
- La paz nuclear. Ensayos de historia contemporánea (Monte Ávila Editores, 1988) - ISBN 980-01-0252-3
- Ramón J. Velásquez. La historia y sus historias (La Daga y El Dragón, 1988)
- Los papeles del Canciller, 1985-1988 (Caracas, 1989) - ISBN 980-6200-24-1
- 1989, Diario de Washington (Tierra de Gracia Editores, 1990)
- Auge y caída de Rómulo Gallegos (Monte Ávila Editores, Caracas, 1991) - ISBN 980-01-0414-3
- De cómo el primer canciller Juan Vicente Gómez instruyó al ministro plenipotenciario de Washington, 1909 (Tierra de Gracia Editores, 1991) - ISBN 980-6209-15-X
- Pedro Manuel Arcaya y la crisis de los años '30 (Tierra de Gracia Editores, 1991) - ISBN 980-6209-16-8
- Grover Cleveland y la controversia Venezuela-Gran Bretaña (Tierra de Gracia Editores, 1992) - ISBN 980-6209-24-9
- Lascivia brevis (Monte Ávila Editores, 1993)
- El precio de la historia y otros textos políticos (Caracas, 2001) - ISBN 980-6478-75-4
- Reflexiones sobre la historia de Venezuela (Caracas, 2002) - ISBN 980-390-026-9
- El carrusel de las discordias (Caracas, 2003) - ISBN 980-390-048-X
- 1957, el año en que los venezolanos perdieron el miedo (Caracas, 2007) - ISBN 980-388-348-8
- La guerra de los compadres: Castro vs Gómez, Gómez vs Castro (Caracas, 2009) - ISBN 980-388-462-X
- La revolución de octubre, 1945-1948: La primera república liberal democrática (Caracas, 2010) - ISBN 980-6191-55-2